# Водяна (річка)
Водяна — річка  в Україні, у Новоукраїнському районі Кіровоградської області, ліва притока Ташлику (басейн Південного Бугу).

## Опис
Довжина річки 12 км., похил річки — 5,5 м/км. Формується з багатьох безіменних струмків.  Площа басейну 75,9 км².

## Розташування
Бере початок у селі Водяне. Тече переважно на північний схід через Нововодяне. У селі Рівне впадає у річку Ташлик, ліву притоку Чорного Ташлику.